# Henrik Holck
 Henrik Holck, en danois, comte (graf) d'Eskildstrup, d'Egholm et Ravnholt, est aussi connu sous différents noms, Henrich von Holk en allemand, son nom s'écrit parfois Holke, est un militaire danois et mercenaire allemand, né au château de Kronborg, Seeland (Danemark), le 18 avril 1599, et mort probablement de la peste à Troschenreuth dans le Vogtland le 9 septembre 1633.

## Biographie
Henrik Holck appartient à une ancienne famille noble du Danemark. Son père, Ditlev Holck (1556-1633) a été commissaire de guerre, commandant à Kronborg et diplomate, marié en 1595 avec  Margrethe Krabbe (1577-1656).

### Au service du Danemark
Il a d'abord été au service du roi du Danemark Christian IV au déclenchement de la guerre de Basse-Saxe et du Danemark et a pénétré jusqu'en Silésie en 1626, mais il a été fait prisonnier en juillet 1627 après une malheureuse bataille à la frontière poméranienne et à Prague. Après sa libération et son retour à Copenhague, en 1628, il a commandé la force dano-écossaise lors de la bataille de Stralsund en 1628 pour défendre la ville assiégée de Stralsund contre l'armée impériale commandée par Wallenstein jusqu'à la levée du siège, le 4 août.

### Au service de l'empereur du Saint-Empire, aux ordres de Wallenstein
Le roi de Danemark est contraint de déposer les armes et de signer le paix de Lübeck (1629) avec l'empereur du Saint-Empire, Ferdinand II. Il a alors décidé de passer au service de ce dernier. En 1630 il a reçu un brevet de colonel pour un régiment à pied. En 1630 et l'année suivante, il opère avec plus ou moins de succès dans le centre de l'Allemagne et participe également à la prise de Magdebourg par Tilly, le 20 mai 1631. En septembre, il vient en Saxe avec l'armée impériale et démontre son art de siège en prenant Leipzig. Ses actions ont attiré l'attention Wallenstein.
En 1632, il est nommé sergent général. En mars, il a reçu le brevet pour un régiment de cuirassiers. Ces « cavaliers de Holk » ont rapidement acquis une terrible réputation pour son attitude féroce non seulement au combat, mais aussi dans le pillage et le viol, particulièrement violents même dans cette époque d'atrocités.
En juin 1632, il a pris Eger puis Elbogen. Quand Wallenstein a décidé de forcer l'électeur de Saxe Jean-Georges Ier de Saxe à quitter son alliance avec le roi de Suède Gustave II Adolphe, Holck s'est rendu tristement célèbre à la suite de la descente de l'armée impériale en Saxe à partir d'août. Cette campagne de terre brûlée a échoué dans la mesure où les excès commis par ses subordonnés n'ont pas réussi à persuader l'armée saxonne commandée par Hans Georg von Arnim à évacuer la Silésie. Holck a conquis les villes de la Saxe occidentale entre fin octobre et début novembre. Il a forcé Leipzig à se rendre pour la deuxième fois. Au cours de cette campagne, une blessure lui fait perdre son œil droit.
À la bataille de Lützen (16 novembre 1632), Holck a commandé l'aile gauche de l'armée impériale et a été blessé. Il a reçu en décembre le brevet de feldmarschall pour sa participation à cette bataille. Il est alors devenu un des plus proches confidents de Wallenstein. Il devient l'homme qui a le droit de faire tout et n'importe quoi avec lui. Il est responsable de l'Arsenal et en tant que chef de la justice équestre, il préside la cour martiale de Prague, qui a jugé les officiers impériaux accusés pour leur comportement pendant la bataille de Lützen. 
Au printemps de 1633, il a reçu l'ordre de prendre position à Eger avec 25 000 hommes à la suite de la demande de l'électeur de Bavière Maximilien Ier, soutenu par l'empereur. En août, Wallenstein l'a envoyé pour la deuxième fois faire une descente dans la Marche de Misnie et le Vogtland pour obliger l'électeur de Saxe à se désolidariser du roi de Suède. La ville de Leipzig, occupée par les Suédois depuis la bataille de Breitenfeld, est prise pour la troisième fois. Sur le chemin du retour, il est tombé brusquement malade pendant un repas avec le général Arnim. Souhaitant discuter avec ses subordonnés, il est parti. Convaincu d'être malade de la peste, ceux-ci ont refusé de le voir. Il est mort peu après seul au bord d'une route.
Le roi Christian IV du Danemark a fait transférer son corps à Copenhague en 1634.